# حروف متماثلة
الحروف المتماثلة لفظا هي الحروف التي لها نفس الصفة ونفس المخرج، كجيمين اثنتين أو ثلاث لامات. ويغلب اسم المِثل على الزوجين من الحروف المثماثلة.
أما المتماثلة رسما كالجيم والحاء والخاء فتسمى بالحروف المتشابهة أو كالدال والذال فتسمى الحروف المتزاوجة، في مقابل الحروف المفردة كالكاف، واللام، والميم.